# На грі: Новий рівень
«На грі: Новий рівень» (рос. На игре: Новый уровень) — російський художній фільм, що вперше вийшов на екрани 15 квітня 2010 року (в Росії та Казахстані), знятий в жанрі бойовик і є першим російським художнім фільмом, що належать до кіберпанку.
Фільм є прямим продовженням фільму Павла Санаєва «На грі». Фільм знятий за мотивами книги Олександра Чубар'яна «Ігри в життя» (Игры в жизнь).

## Сюжет
Після проведення спецоперації, під час якої був убитий один з членів команди (Костя, Довгий), кожен з них розуміє — вони працюють на великий злочинний синдикат. Їх здібності до добра не доведуть — Вампір це зрозумів у першу чергу і проти нього тепер налаштовані інші члени команди, крім Ріти. Решта членів команди на чолі з Доком вирішують захопити партію дисків і грошей і створити власну армію супербійців. Команда розкололася на два табори.

## Персонажі
- Вампір (Дмитро Орлов) (Сергій Чирков) — відмінний стрілець. Потрапляє до в'язниці, але через кілька років його звільняють.
- Ріта (Марина Петренко) — подруга Вампіра.
- Док (Руслан Авдєєв) (Павло Прилучний) — жорстокий вбивця. В кінці фільму отримує поранення від Яна.
- Комар (Кирило Комаренко) (Євген Харланов) — хитрий тактик. Обдурив Вампіра, Ріту і Макса. В кінці фільму зникає разом з Яном і грошима.
- Довгий (Костянтин Свєтлов) (Тихон Жизневський) — загинув наприкінці першого фільму. Був найкращим другом Комара.
- Ян (Ян Зац) (Нодар Сірадзе) — спец зі зброї. Стріляє в Дока і тікає разом з Комаром.
- Максим (Олексій Бардуков) — друг Вампіра. В кінці фільму приходить в сказ і отримує поранення від Ріти.
- Борис Сергійович — Віктор Вержбицький
- Віктор Покровський — Михайло Горєвой
- Шиміч — Сергій Газаров
- Борис Копелєв — Олександр Ликов

## Саундтрек
Продюсер картини, Олександр Бондарєв, офіційно заявив, що саундтрек до картини буде поширюватися тільки через інтернет.